# Un monde parfait (chanson)
 (mars 2022).
Pour les articles homonymes, voir Un monde parfait.
Singles de Ilona Mitrecey
C'est les vacances
(2005)
Clip vidéo
[vidéo] « Un monde parfait - Ilona », sur YouTube
Pistes de Un monde parfait
C'est les vacances
Un monde parfait est une chanson enfantine française, premier single d'Ilona Mitrecey, sorti le 27 février 2005 chez Sony BMG, extrait de son premier album Un monde parfait. Elle est sortie sous le titre Très bien avec Ilona en Italie en 2004, un an avant sa parution en France. Ce tube single est classé entre autres meilleure vente en France pendant 15 semaines, et en Belgique, avec 1,5 million d'exemplaires vendus.

## Histoire
Avec sa chanson enfantine, Ilona (alors âgée de 12 ans) se sent sage comme une image, et s’endort au pays des merveilles, en faisant des dessins d'un monde imaginaire parfait.

## Liste des pistes

### CD single - France
| No | Titre                                    | Durée |
| -- | ---------------------------------------- | ----- |
| 1. | Un monde parfait (original version)      | 3:05  |
| 2. | Un monde parfait (2006 remix radio edit) | 3:41  |

### CD maxi Universal
| No | Titre                                             | Durée |
| -- | ------------------------------------------------- | ----- |
| 1. | Un monde parfait (original version)               | 3:05  |
| 2. | Un monde parfait (2007 fast & furious radio edit) | 3:44  |
| 3. | Un monde parfait (whistler remix)                 | 3:17  |
| 4. | Un monde parfait (extended mix)                   | 5:08  |
| 5. | Un monde parfait (Blade remix)                    | 4:21  |
| 6. | Un monde parfait (karaoke version)                | 3:44  |

### CD maxi 1 Atollo / Universal
| No | Titre                                             | Durée |
| -- | ------------------------------------------------- | ----- |
| 1. | Un monde parfait (original version)               | 3:47  |
| 2. | Un monde parfait (2006 fast & furious radio edit) | 3:44  |
| 3. | Un monde parfait (whistler remix)                 | 3:17  |
| 4. | Un monde parfait (party mix)                      | 3:31  |
| 5. | Un monde parfait (extended mix)                   | 5:08  |
| 6. | Un monde parfait (Blade remix)                    | 4:21  |
| 7. | Un monde parfait (videoclip)                      |       |

### CD maxi 2 Atollo / Universal
| No | Titre                                                   | Durée |
| -- | ------------------------------------------------------- | ----- |
| 1. | Un monde parfait (original version)                     | 3:47  |
| 2. | A Perfect World (original English version)              | 3:08  |
| 3. | Un monde parfait (2007 fast & furious remix radio edit) | 3:43  |
| 4. | Un monde parfait (Gabry Ponte remix)                    | 6:06  |

### 12" maxi
| No | Titre                                        | Durée |
| -- | -------------------------------------------- | ----- |
| 1. | Un monde parfait (extended mix)              |       |
| 2. | Un monde parfait (Blade remix)               |       |
| 3. | Un monde parfait (Glasperlen remix)          |       |
| 4. | Un monde parfait (Gabry Ponte remix)         |       |
| 5. | Un monde parfait (2006 fast & furious remix) |       |
| 6. | Un monde parfait (electro dub)               |       |

### Digital download
| No | Titre                                                   | Durée |
| -- | ------------------------------------------------------- | ----- |
| 1. | Un monde parfait (original version)                     | 3:07  |
| 2. | Un monde parfait (remix radio edit)                     | 3:42  |
| 3. | Un monde parfait (2007 fast & furious remix radio edit) | 3:41  |
| 4. | Un monde parfait (acoustic remix)                       | 3:16  |
| 5. | Un monde parfait (karaoke version)                      | 3:44  |

## Classement, certifications et ventes
| Classement (2005)                 | Meilleure position |
| --------------------------------- | ------------------ |
| Autriche Singles Chart            | 3                  |
| Belgique (Flandre) Ultratip Chart | 17                 |
| Belgique (Wallonie) Singles Chart | 1                  |
| Eurochart Hot 100                 | 2                  |
| France Classement Téléchargement  | 5                  |
| France Classement Singles (SNEP)  | 1                  |
| Allemagne Classement Singles      | 2                  |
| Italie Classement Singles (FIMI)  | 30                 |
| Suisse Classement Singles         | 3                  |
| Classement (2006)                 | Meilleure position |
| Pays-Bas Mega Top 100             | 92                 |

| Classement (2005)                      | Position |
| -------------------------------------- | -------- |
| Autriche Classement singles            | 37       |
| Belgique (Wallonie) Classement Singles | 2        |
| France Classement Singles              | 1        |
| Allemagne Classement Singles           | 31       |
| Suisse Classement Singles              | 23       |

| Pays     | Certification | Date           | Ventes  | Ventes physique |
| -------- | ------------- | -------------- | ------- | --------------- |
| France   | Diamant       | 15 juin 2005   | 750,000 | 1,494,129+      |
| Belgique | Platine       | 9 juillet 2005 | 50,000  |                 |

## Dans la culture
Sauf indication contraire ou complémentaire, les informations mentionnées dans cette section proviennent du générique de fin de l'œuvre audiovisuelle présentée ici.
- Un monde parfait figure dans la bande originale du long métrage Deux Jours à tuer de Jean Becker.